# Puerto de Victoria
Puerto de Victoria är en ort i Mexiko.   Den ligger i kommunen Santa María del Río och delstaten San Luis Potosí, i den centrala delen av landet, 300 km nordväst om huvudstaden Mexico City. Puerto de Victoria ligger 1 823 meter över havet och antalet invånare är 122.
Terrängen runt Puerto de Victoria är kuperad åt sydost, men åt nordväst är den platt. Runt Puerto de Victoria är det ganska glesbefolkat, med 22 invånare per kvadratkilometer. Närmaste större samhälle är Santa María del Río, 10,4 km sydost om Puerto de Victoria. Omgivningarna runt Puerto de Victoria är i huvudsak ett öppet busklandskap.